# セルフサービスソフトウェア
セルフサービスソフトウェア（Self service software）とは、作者（通常、その対象の専門家）が物理的にエンドユーザーの問い合わせや要求に対応することなく対話し、規則を遵守しつつ各種処理をタイムリーに自動化することを可能にする。
セルフサービスソフトウェアでは、開発時に考えられる質問とその応答を用意し、必要な情報をエンドユーザーから引き出すやりとりをエミュレートする。そのような対話プロセスをコード化し、エンドユーザーと対話するアプリケーションを開発（生成）する。
セルフサービスソフトウェアは意思決定支援システムやエキスパートシステムに似ている。ソフトウェアのタイプとしてはナレッジマネジメントの範疇に分類される。セルフサービスソフトウェアは、顧客対応やテクニカルサポートなどの各種問い合わせ業務に利用でき、多様な問い合わせ手段を提供できる。